# 99 cases
99 cases (títol original en anglès, 99 Homes) és una pel·lícula dramàtica estatunidenca de 2014 dirigida per Ramin Bahrani, que la va coescriure amb Amir Naderi. Va ser protagonitzada per Andrew Garfield, Michael Shannon, Tim Guinee i Laura Dern. Ambientada a Florida durant la recessió global de 2008-2012, la pel·lícula segueix el pare solter Dennis Nash (Garfield) i la seva família mentre són desallotjats de casa seva per l'empresari Rick Carver (Shannon), fet que va fer que Nash opti per ajudar Carver a desallotjar la gent de les seves propietats a canvi d'una casa per a la seva família. Bahrani va dedicar la pel·lícula al desaparegut crític de cinema Roger Ebert. S'ha doblat al valencià per a À Punt.